# Campeonato Mundial de Parkour de 2022
O Campeonato Mundial de Parkour de 2022 é o Campeonato Mundial de Parkour inaugural. Originalmente programado para 2020 e adiado devido à pandemia de COVID-19, ele foi realizado de 14 a 16 de outubro de 2022, em Tóquio, Japão.

## História
O primeiro Campeonato Mundial de Parkour da FIG foi originalmente programado para acontecer em Hiroshima de 3 a 5 de abril de 2020, mas foi adiado como resultado da pandemia de COVID-19.

## Eventos

### Masculino
| Evento       | Ouro                         | Prata                     | Bronze                              |
| ------------ | ---------------------------- | ------------------------- | ----------------------------------- |
| Corrida      | Bohdan Kolmakov · Ucrânia    | Andrea Consolini · Itália | Tangui van Schingen · Países Baixos |
| Estilo livre | Dimitris Kyrsanidis · Grécia | Teng Gaozheng · China     | Davide Rizzi · Itália               |

### Feminino
| Evento       | Ouro                      | Prata                      | Bronze                  |
| ------------ | ------------------------- | -------------------------- | ----------------------- |
| Corrida      | Miranda Tibbling · Suécia | Stefanny Navarro · Espanha | Lilou Ruel · França     |
| Estilo livre | Ella Bucio · México       | Hanaho Yamamoto · Japão    | Adéla Měrková · Chéquia |